# Escola de Dança de São Paulo
A Escola de Dança de São Paulo (EDASP), também conhecida por seu antigo nome Escola de Dança do Theatro Municipal de São Paulo (EDTMSP) ou ainda Escola Municipal de Bailado, é uma escola de dança pública existente na cidade de São Paulo ligada ao núcleo de formação da Fundação Theatro Municipal de São Paulo.
Atualmente dirigida por Cristiana de Souza, está sediada na Praça das Artes e atende cerca de 800 alunos. É uma das mais tradicionais escolas de dança existentes no país, sendo responsável pela formação de gerações de artistas que atuam no Brasil e no exterior.

## História
Fundada em 2 de maio de 1940 na gestão do prefeito Prestes Maia como Escola Experimental de Dança Clássica, inicialmente ocupou uma sala do Theatro Municipal de São Paulo e foi criada para oferecer aulas de balé objetivando formar bailarinos para atuarem nas temporadas líricas do teatro.

O primeiro diretor da escola foi Vaslav Veltchek. Em 1943 Maria Olenewa deixou a direção da Escola de Danças Clássicas do Theatro Municipal no Rio de Janeiro e mudou-se para São Paulo. Olenewa assumiu a direção da escola paulistana, que então se mudou para os baixos no Viaduto do Chá e passou a chamar-se Escola Municipal de Bailado.

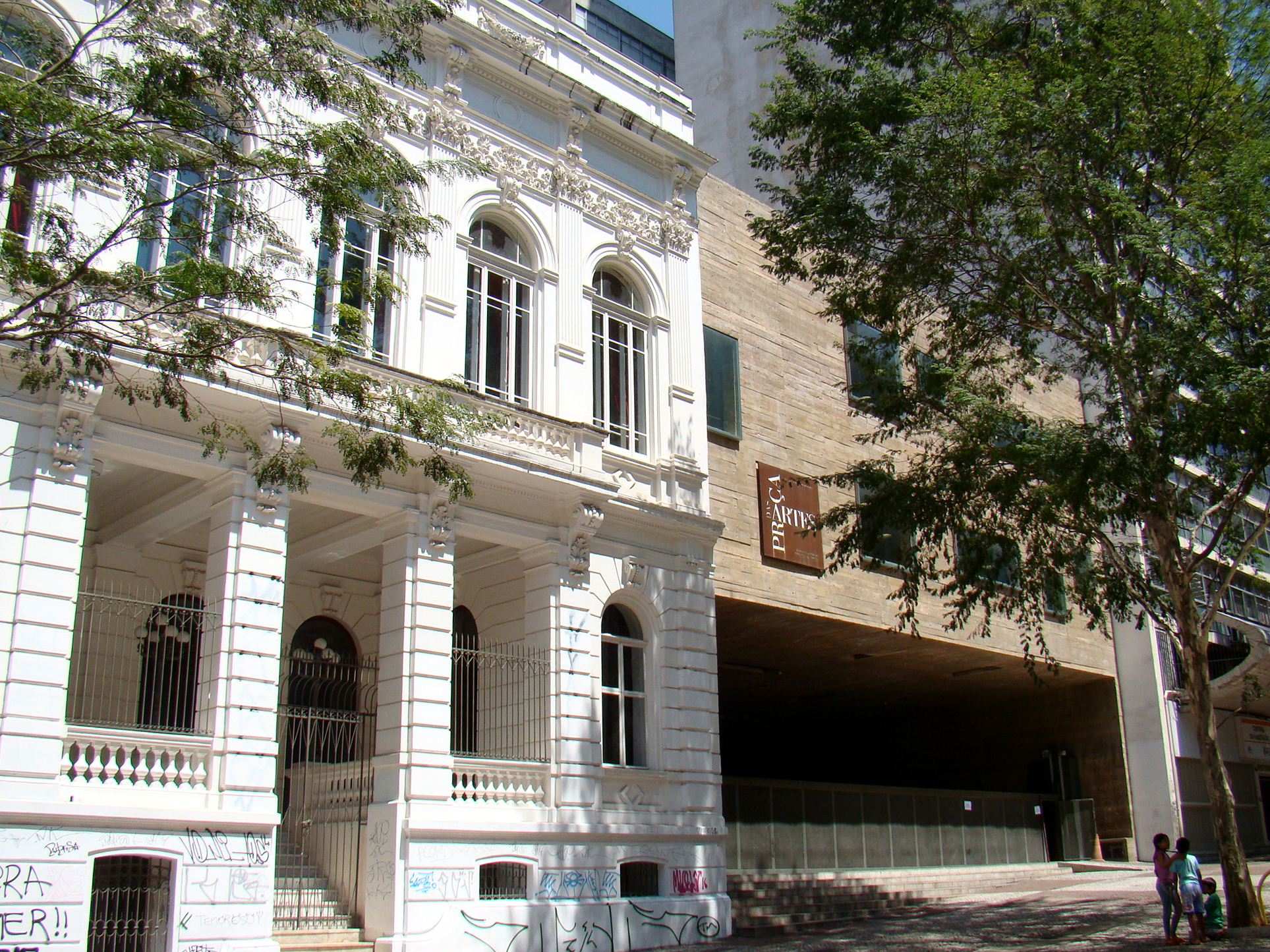
Praça das Artes vista pelo acesso da avenida São João, local onde a Escola de Dança de São Paulo está sediada.

Sob a direção de Marília Franco, na década de 60, a escola conseguiu promover muitos alunos para ingressarem no Corpo de Baile Municipal, o atual Balé da Cidade de São Paulo.
Na década de 80, diretores como Ady Addor, Klauss Vianna e Gil Saboya tentaram implementar mudanças didáticas e artísticas na instituição. Neste período foi criado o curso noturno de balé para homens. Em 1987 Jânio Quadros, então prefeito da cidade de São Paulo, extinguiu o curso e proibiu a entrada de homossexuais na escola. Após criticar a medida do prefeito, Klauss Vianna, bailarino e ex-diretor da escola, foi agredido em frente à sua casa.
Somente no início dos anos 90 que, após modificar o regimento interno da escola, o diretor Acácio Vallim Jr. conseguiu finalmente incorporar elementos da dança contemporânea à grade curricular. Os cursos foram continuados na gestão de Esmeralda Penha Gazal.
Em 2011 Susana Yamauchi assumiu a direção da instituição que desde então passou a se chamar Escola de Dança de São Paulo. No ano seguinte a escola mudou-se para a Praça das Artes juntamente com a Escola Municipal de Música de São Paulo, contando com melhor infraestrutura para suas atividades.
Em agosto de 2017 a instituição passou a ser dirigida pela bailarina e produtora Priscilla Yokoi. Foram implantadas diversas modificações pedagógicas nos cursos e a instituição passou a ser conhecida como Escola de Dança do Theatro Municipal de São Paulo.
Neste período, a escola passou a se apresentar mais vezes no Theatro Municipal de São Paulo e foi premiada no Festival de Dança de Joinville. Mesmo assim, após dois anos de gestão, Priscilla Yokoi foi afastada da instituição ao se envolver em polêmicas e críticas sobre seu projeto artístico-pedagógico.
Em setembro de 2019 o bailarino e coreógrafo Luiz Fernando Bongiovanni assumiu a direção da instituição, que voltou a se chamar Escola de Dança de São Paulo. A alteração implantada pela gestão anterior não era formal e um novo projeto artístico-pegagógico foi implantado.
Atualmente a escola oferece cursos livres para adultos, balé para homens, cursos preparatórios para crianças e programa de formação em dança que inclui três ciclos: fundamental, intermediário e profissionalizante.